# Kościół Świętych Apostołów Piotra i Pawła w Zabłudowie
Kościół pw. Świętych Apostołów Piotra i Pawła w Zabłudowie – rzymskokatolicki kościół parafialny w mieście Zabłudów, w województwie podlaskim. Należy do dekanatu Białystok - Dojlidy archidiecezji białostockiej.

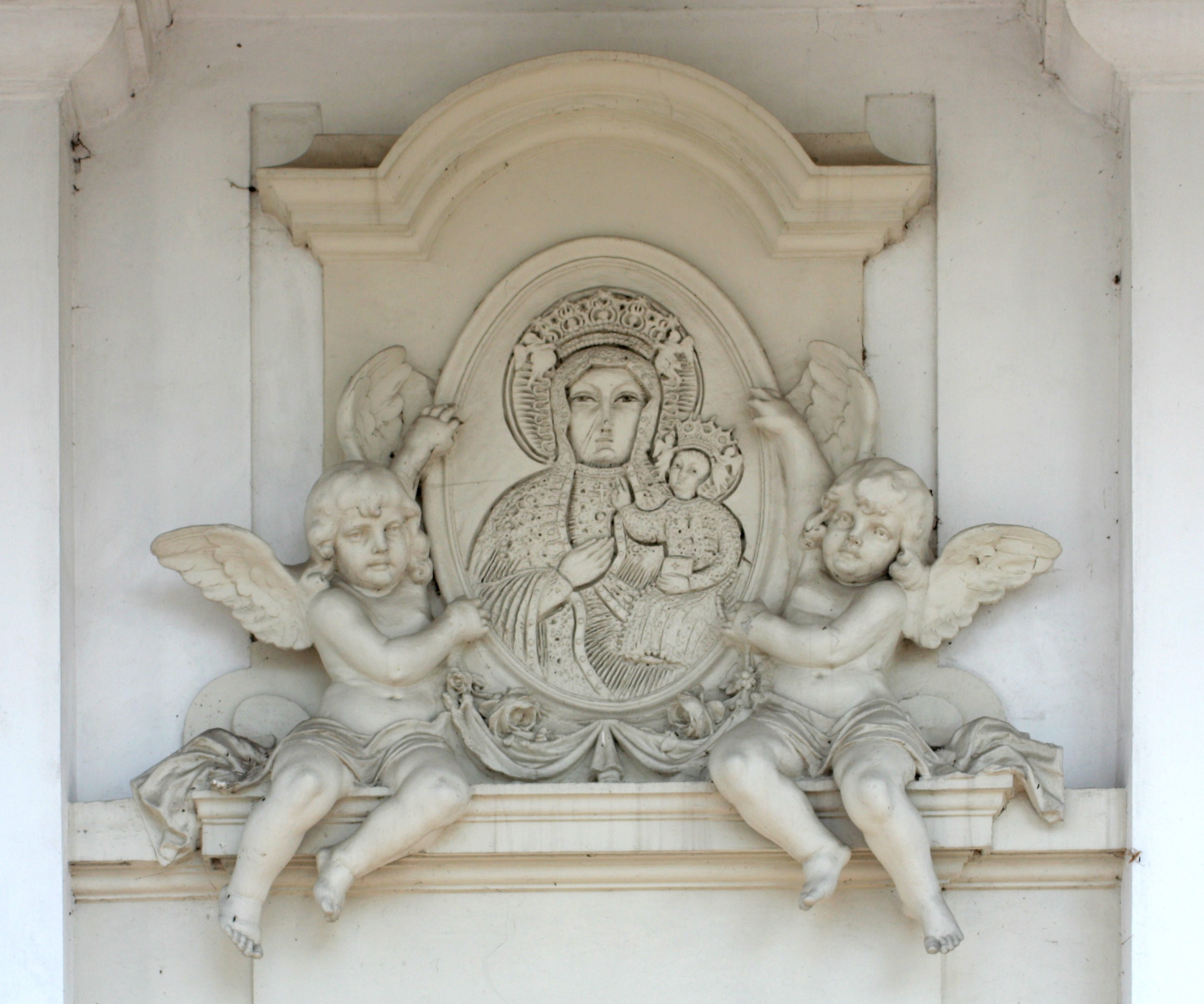
Plaskorzeźba nad wejściem do kościoła

## Historia
Obecna świątynia została wzniesiona w latach 1805-1840 w stylu klasycystycznym. Prace budowlane trwały dość długo. Ostatecznie ufundowała ją hrabina Demblińska. W dniu 29 czerwca 1840 roku, w święto patronów kościoła: świętych Apostołów Piotra i Pawła, budowlę poświęcił ksiądz Franciszek Piotrowski, natomiast w dniu 21 września 1856 roku świątynia została konsekrowana przez biskupa wileńskiego Wacława Żylińskiego. Nabożeństwa zaczęto odprawiać w kościele w 1850 roku.

## Wyposażenie
W ołtarzu głównym jest umieszczony obraz Apostołów Piotra i Pawła, dzieło Antoniego Kollberga, powstałe w Berlinie w 1840 roku. W ołtarzach bocznych znajdują się obrazy św. Michała Archanioła i Zwiastowania Najświętszej Maryi Panny. W 1913 roku kościół otrzymał pneumatyczne organy o 14 głosach, wykonane przez warszawską firmę A. Szymańskiego oraz nowe stacje Drogi Krzyżowej.